# Santa Maria de Fonolleres
Santa Maria de Fonolleres és una església amb elements romànics i barrocs del poble de Fonolleres, al municipi de Granyanella (Segarra), inclosa a l'Inventari del Patrimoni Arquitectònic de Catalunya.

## Descripció
Església situada sota el castell i enmig d'una plaça.
Tot i que conserva trets romànics, pel que fa a la seva estructura original, ha estat molt modificada en segles posteriors. Presenta coberta a dues aigües, amb el mur format per carreus irregulars de pedra local, amb la presència de capelles laterals i campanar d'espadanya amb tres ulls, dos dels quals estan ocupats per les campanes, afegits posteriorment a la l'edifici original. A la façana principal s'observa la porta d'accés amb llinda superior sense cap tipus de decoració, i una obertura circular a la part superior, modificació contemporània a les capelles i al campanar.